# SLC45A3
SLC45A3‏ (Solute carrier family 45 member 3) هوَ بروتين يُشَفر بواسطة جين SLC45A3 في الإنسان.